# Evangelist (Nieuwe Testament)

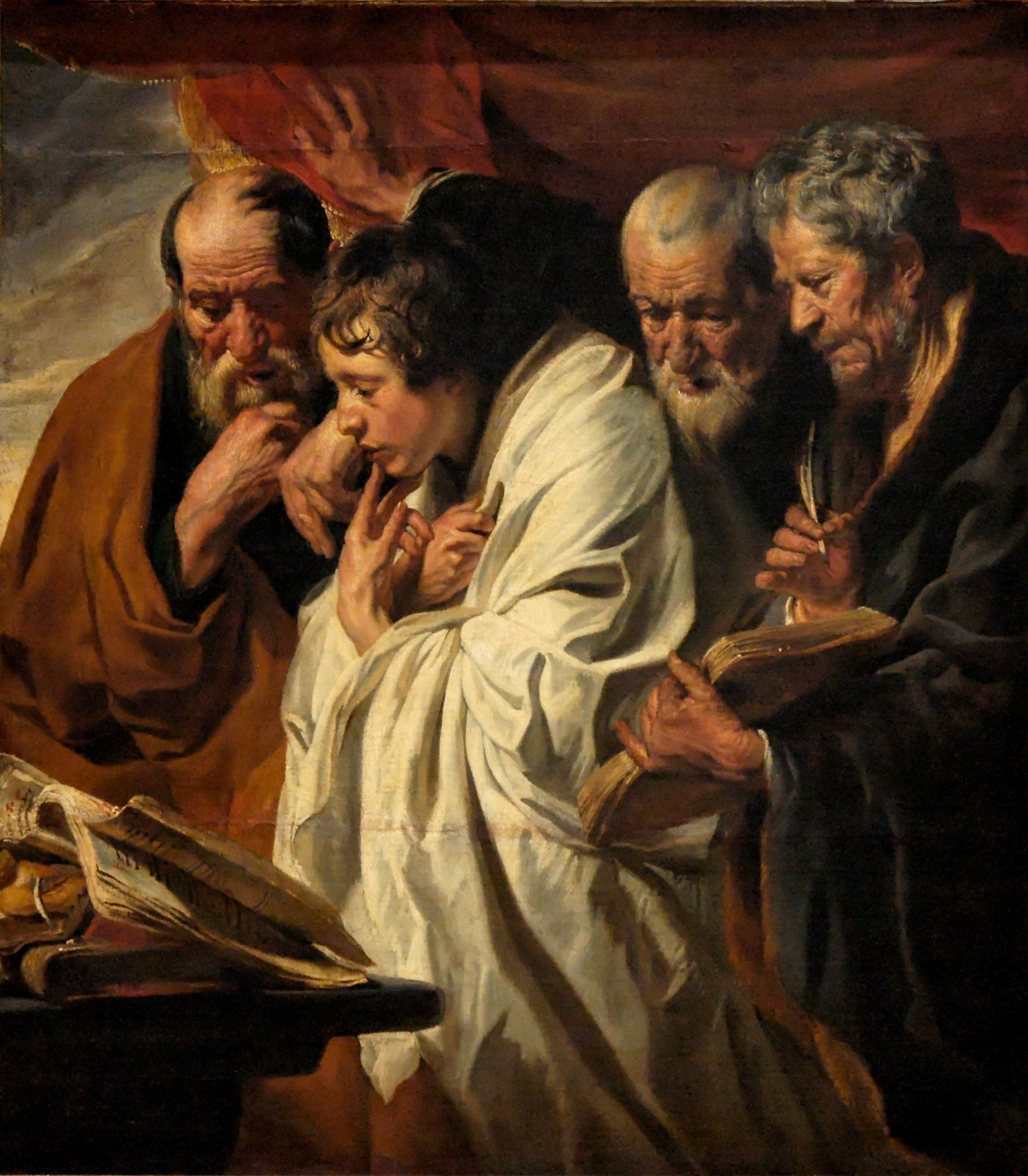
Jacob Jordaens, De Vier Evangelisten (1625–1630)

In de christelijke traditie wordt met een evangelist bedoeld, een schrijver van een van de vier evangelieboeken uit het Nieuwe Testament. De vier evangelisten zijn: Matteüs, Marcus, Lucas en Johannes. Het woord evangelist betekent de brenger van een evangelie ("goede boodschap"). Van deze vier evangelisten die het christelijke evangelie via het schrift verspreidden is het levensverhaal van Jezus in het Nieuwe Testament van de Bijbel opgenomen.

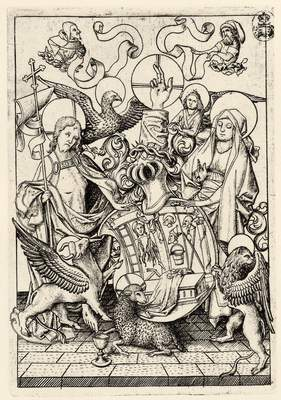
De dieren van de evangelisten rond een "passiewapen"

Het woord evangelie komt uit het Grieks en betekent 'goede boodschap'.
In de beeldende kunst worden de vier evangelisten sinds de vierde eeuw niet alleen afgebeeld in de vorm van menselijke gedaanten, maar ook als symboolgestalten. De evangelisten, met hun symbolen, zijn:
| Naam     | Symbool             | Evangelie                  | Synoptisch |
| -------- | ------------------- | -------------------------- | ---------- |
| Matteüs  | Engel (of mens)     | Evangelie volgens Matteüs  | Ja         |
| Marcus   | Leeuw               | Evangelie volgens Marcus   | Ja         |
| Lucas    | Stier (of os, kalf) | Evangelie volgens Lucas    | Ja         |
| Johannes | Adelaar             | Evangelie volgens Johannes | Nee        |

De symbolen werden geïnspireerd door de visioenen in de Bijbelboeken Ezechiël 1 en Openbaring 4. Deze weergave, ook wel tetramorf genoemd (uit het Grieks: vier vormen), is waarschijnlijk van Syrische oorsprong.
Andere evangeliën zijn bekend geworden dankzij de Nag Hammadigeschriften, onder andere het Evangelie van Maria Magdalena en het Evangelie van Thomas.